# Microtendipes dimidiatus
Microtendipes dimidiatus är en tvåvingeart som först beskrevs av Jean-Jacques Kieffer 1921.  Microtendipes dimidiatus ingår i släktet Microtendipes och familjen fjädermyggor.
Artens utbredningsområde är Taiwan. Inga underarter finns listade i Catalogue of Life.